# Concierto para piano n.º 3 (Beethoven)

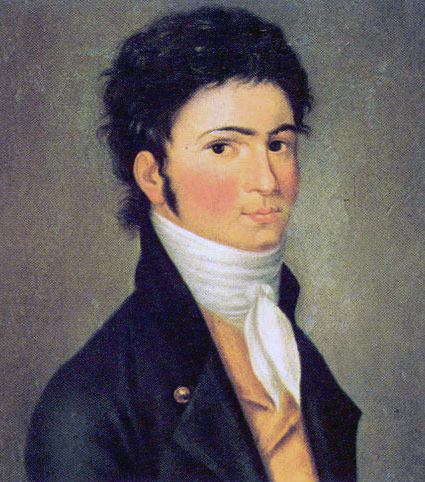
Beethoven en 1801.

El concierto para piano n.º 3 en do menor, Op. 37 fue compuesto por Ludwig van Beethoven en 1800. La partitura está dedicada al príncipe Luis Fernando de Prusia.

## Historia

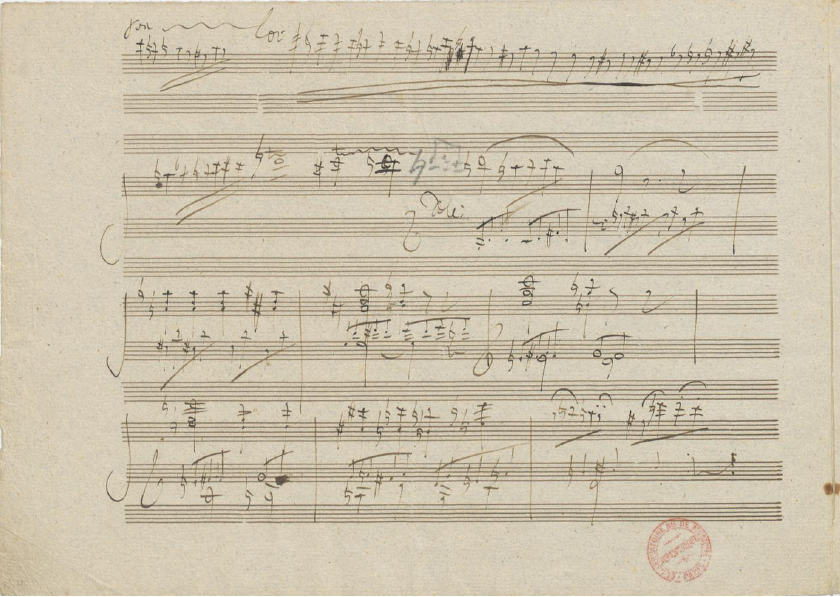
Partitura autógrafa de la cadenza del primer movimiento.

### Composición
La composición se desarrolló desde los primeros esbozos que se remontan a 1796 (tal vez primera versión incompleta), parte de la partitura terminada en 1799-1800, aunque la primera edición no llegó hasta 1804. Probablemente realizó algunas revisiones a finales de 1802. La pieza se compuso después del Concierto para piano en si bemol (publicado como n.º 2), pero antes del Concierto en do mayor (en 1798, publicado como n.º 1).
Desde enero de 1803 hasta mayo de 1804 Beethoven vivió en un alojamiento de servicio en el Theater an der Wien, para el que estaba escribiendo una ópera. Su primera elección, El fuego de Vesta, pareció poco convincente y la abandonó por Leonore. Beethoven tardó años en terminar su concierto n.º 3. Su intención inicial era interpretarlo en su primera academia, el 2 de abril de 1800, pero dejó de trabajar en él para interpretar un concierto anterior. Lo reanudó para una representación programada en el Hofburgtheater durante una exhibición de la Sociedad de Músicos (Tonkünstler-Societät) en abril de 1802. Cuando se canceló este evento, volvió a dejar de trabajar en el concierto y no lo terminó hasta el año siguiente, antes de la academia.

### Estreno y publicación

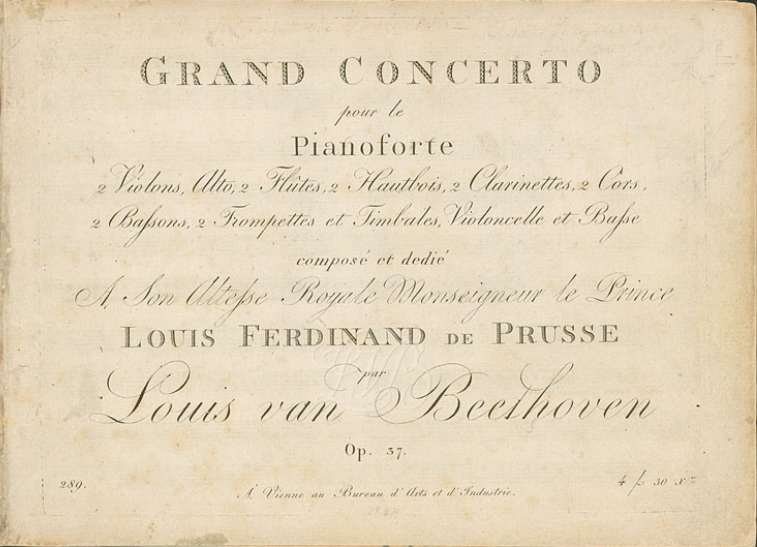
Portada de la primera edición.

El estreno de la obra se celebró el 5 de abril de 1803 en el Theater an der Wien de Viena con el compositor como solista. Este concierto fue posible ya que en la primera primavera de su estancia en el citado teatro le ofrecieron el auditorio para estrenar su Sinfonía n.º 2, el oratorio Cristo en el Monte de los Olivos y el Concierto para piano n.º 3. Como el oratorio y el concierto debían estrenarse a la vez, tuvo poco tiempo para escribir la nueva pieza. El concierto estaba incompleto en su estreno. Ignaz von Seyfried, un joven director de orquesta recientemente contratado por el teatro, se encargó aquella noche de pasar las hojas de la partitura de Beethoven durante el concerto y escribió después:

«Prácticamente sólo vi páginas en blanco; a lo sumo en una página aquí y allá unos pocos jeroglíficos egipcios completamente ininteligibles para mí estaban garabateados para servirle de hitos de referencia a él. Tocó casi todo el concierto de memoria, como a menudo sucedía, no tuvo tiempo de poner todo en el papel.»

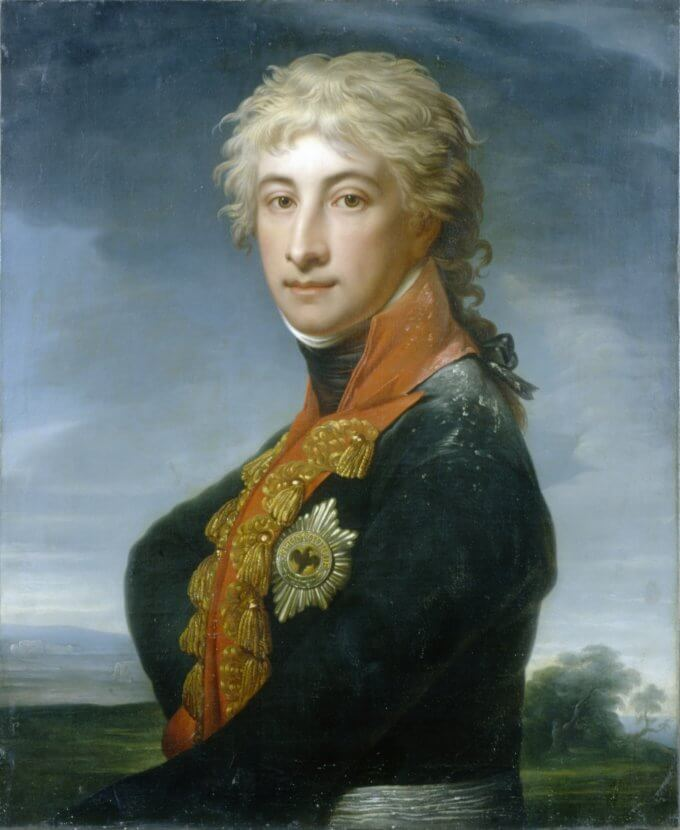
Luis Fernando de Prusia, dedicatario de la pieza.

Las partes orquestales estaban terminadas, pero no la parte solista, que improvisó en parte durante la representación. Beethoven no terminó la parte para piano hasta un año más tarde, cuando su alumno Ferdinand Ries interpretó el concierto en público. En sus primeros conciertos para piano Beethoven asumía el rol de pianista virtuoso. A pesar de su sordera los interpretó todos en público excepto el Concierto para piano n.º 5, en cuyo estreno en 1811 fue solista Friedrich Schneider.
La primera publicación fue llevada a cabo por la editorial Bureau des Arts et d'Industrie en noviembre de 1804 en Viena. La dedicatoria que aparece en la partitura impresa es para el príncipe Luis Fernando de Prusia, que al igual que su tío Federico el Grande era un cultivado músico amateur. Beethoven había conocido al príncipe cuando éste, en una visita a Viena, había asistido a una de las primeras interpretaciones de la Sinfonía Eroica en el palacio del príncipe Joseph Franz von Lobkowitz.

## Instrumentación
La partitura está escrita para piano solista y una orquesta formada por:
- Viento madera: 2 flautas, 2 oboes, 2 clarinetes, 2 fagotes.
- Viento metal: 2 trompas, 2 trompetas.
- Percusión: timbales.
- Cuerda: una sección de cuerdas con violines I y II, violas, violonchelos y contrabajos.

## Estructura y análisis
El concierto consta de tres movimientos:
- I. Allegro con brio, en do menor 2
2
- II. Largo, en mi mayor 3
8
- III. Rondo. Allegro, en do menor 2
4

La interpretación de esta obra dura aproximadamente 35 minutos. El modelo para este concierto asombrosamente dramático fue el Concierto para piano n.º 24 en do menor K. 491 de Wolfgang Amadeus Mozart, que Beethoven había interpretado en conciertos públicos. 

### I.Allegro con brio
El primer movimiento, Allegro con brio, está escrito en la tonalidad de do menor, el ritmo es alla breve y sigue la forma sonata, en su variante para concierto que incluye una doble exposición (primero por parte de la orquesta y después por parte del solista). 
El hecho de que Concierto en do menor de Mozart fuera el modelo no quiere decir que llevara a cabo una mera imitación. De hecho, la tradicional primera exposición de la orquesta está tan ampliamente desarrollada que la repetición del solista corre el riesgo de sonar anticlimática. Como ha escrito Charles Rosen con formidable perspicacia en The Classical Style: "Hay muchos pasajes en el primer movimiento, Allegro con brio, que aluden al concierto de Mozart en la misma tonalidad... en particular el papel del piano tras la cadenza. Pero la sorprendente sección de desarrollo, con [una] nueva melodía medio recitativo [y] medio aria, es totalmente original, al igual que la nueva sensación de peso de la forma". Beethoven escribió esa cadenza varios años después, para preservar el carácter y el impulso de la obra, cuando una implacable sordera dificultó seriamente sus apariciones públicas ante el teclado.
Después de cerca de dos minutos y medio de una introducción orquestal es interrumpida de repente por fuertes escalas en la tónica que anuncian la entrada del piano. La coda es similarmente dramática; emana de trinos muy suaves, que van acelerando, lo que resulta en un majestuoso pero oscuro clímax.

### II.Largo
El segundo movimiento, Largo, está en mi mayor, en compás de 3/8 y adopta una forma ternaria (ABA), en la que la sección inicial introduce los temas y la sección central los desarrolla. Eligió una tonalidad remota de cuatro sostenidos, frente a los tres bemoles de la tonalidad inicial. Comienza con una melodía muy admirada en la que el piano, en solitario, conduce durante 11 compases. De esta manera, el piano presenta tanto el tema principal como la ornamentación que lo acompaña a lo largo de toda la pieza. Aquí Beethoven se anticipó a la apertura solista de su Concierto para piano n.º 4, cinco años posterior, aunque en esa obra prescindió de las decoraciones temáticas.

### III.Rondo. Allegro
El tercer y último movimiento, Rondo. Allegro, retoma la tonalidad inicial, el compás es 2/4 y responde a una típica forma rondó, con un par de temas principales introducidos por el solista. El Finale es rico en humor pero también dramático, con un pasaje a mitad de camino en mi mayor para recordarnos dónde hemos estado. Llega el momento de una nueva pero breve cadenza. El carácter nervioso del do menor cambia a un jovial do mayor, acelera el tempo a Presto con un pasaje tierno que recuerda el movimiento lento para finalizar dando la última palabra a la orquesta.